# Dédale et Icare (Canova)
Dédale et Icare est l'une des premières sculptures de Canova : elle représente à la fois l'idéalisation et le réalisme. Selon le mythe, pour s'échapper de la Crète, les deux personnages ont créé des ailes de cire. L'œuvre est conservée au musée Correr à Venise. 

## Description
Dans cette sculpturale composition, on peut noter que la vieille figure de Dédale est poussée vers l'avant et qu'elle est caractérisée par le déclin de la sénilité. Le jeune Icare, lui, représente un idéal de beauté. Il est courbé sur le dos, afin de créer un équilibre entre le poids des deux figures. 
Les deux personnages sont placés symétriquement de part et d'autre dans des positions opposées. L'axe de symétrie, placée au centre de la sculpture, sépare les lignes de force des deux personnages ; ces lignes de force apparaissent comme des lignes courbes qui, à partir du centre de la composition, forment une sorte de « X » : autrement dit, la position des deux figures peut être définie comme chiastique.
Prises individuellement, les figures ne sont pas stables, mais l'ensemble de la composition, grâce à l'opposition qui distribue le poids, trouve son équilibre. En outre, la sculpture se caractérise par le contraste d'ombre et de lumière créé par les deux corps.

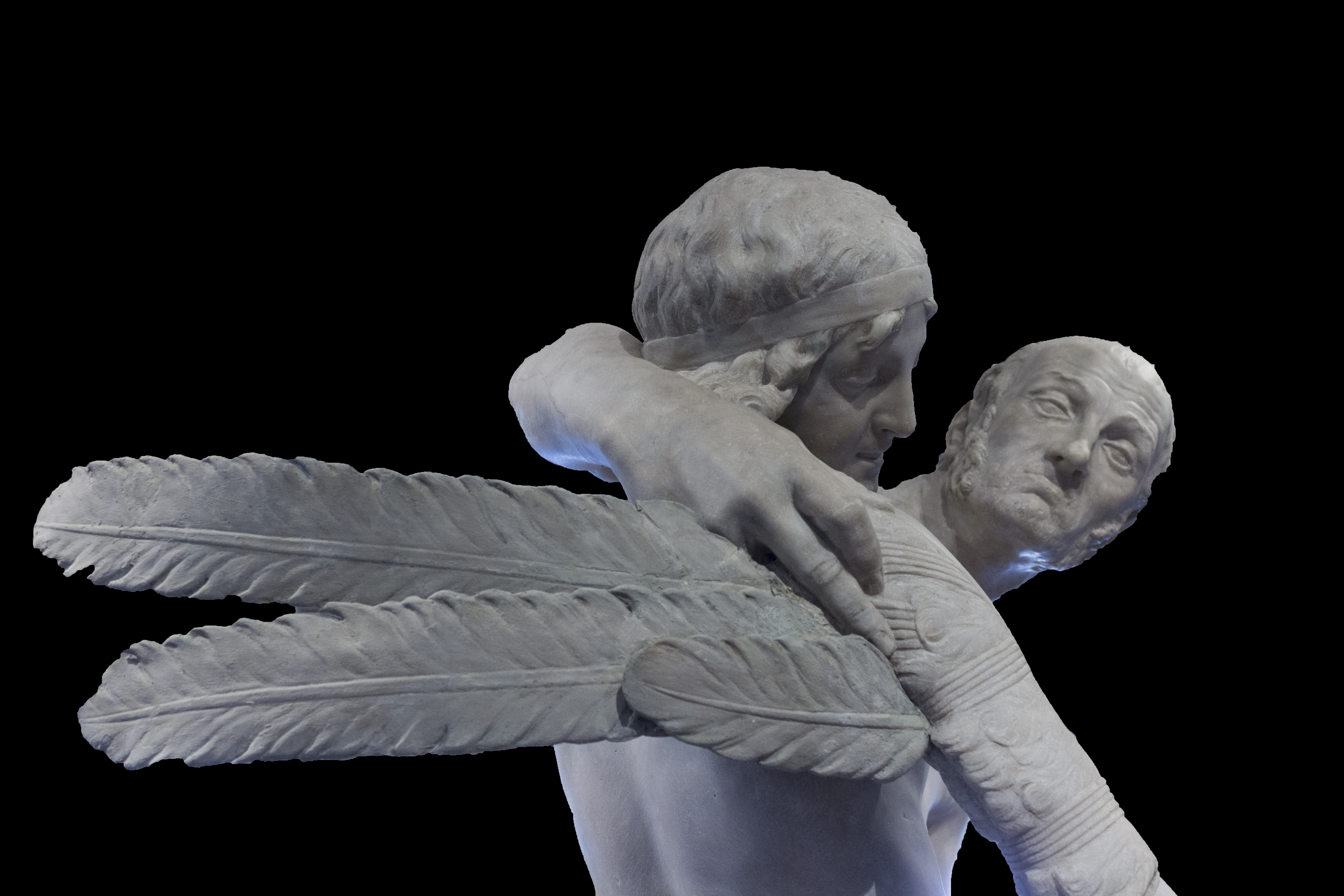
Vue de dos et en contrebas.